# Droit dans les Indes orientales néerlandaises
Le droit dans les Indes orientales néerlandaises est une application du droit colonial néerlandais à cette colonie.

## Histoire

### Débuts de la colonisation et droit romain
Dans les premiers comptoirs fortifiés de la Compagnie néerlandaise des Indes orientales, celle-ci fait appliquer le droit romano-néerlandais. Joan Maetsuycker fait rédiger les Statuts de Batavia en 1642. En 1700, les Néerlandais contrôlent le choix des sultans à Java et s’immiscent davantage dans la gestion des litiges locaux. À partir de 1747, ils établissent dans tout Java une structure à double juridiction qu’ils ont déjà expérimentée à Ambon, fondée sur l’idée de landaard.

### Période française puis britannique

Palais de Daendels, cour suprême des Indes orientales néerlandaises. Aujourd'hui le bâtiment est appelé le A.A. Maramis Building.

Herman Willem Daendels fait établir une nouvelle cour de justice à Jakarta. Thomas Stamford Raffles abolit la distinction entre landraad et raad van justitie à l’intérieur des villes de Batavia, Semarang et Surabaya.

### XIXesiècle
Les Regerings Reglement de 1818, 1827 et 1830 rétablissent la distinction entre les deux ordres juridictionnels. Une copie du Code pénal néerlandais (nl) est promulguée en 1915, s’appliquant sans distinction de landaard. Ce Code pénal de 1915 contient notamment une série d’articles appelés Haatzaai Artikelen (« articles sur l’incitation à la haine ») et surnommés pasal karet (« articles en caoutchouc ») car leur application est très flexible et sert à la répression des opposants politiques.

## Organisation
Dans le système judiciaire des Indes orientales néerlandaises, les justiciables n'ont pas accès aux mêmes tribunaux en fonction de leur landaard. Pour tous ceux qui ne sont pas reconnus comme Européens, c'est le tribunal appelé landraad qui est compétent.

### Landaard
Le concept de landaard est une classification floue des populations des Indes qui s'appuie à la fois sur des critères raciaux et culturels. L'administration distingue les « Européens », les « Orientaux étrangers » et les « Indigènes ».
Il existe de nombreuses exceptions et privilèges qui créent des ambigüités dans la classification. L’historienne du droit Sanne Ravensbergen donne l’exemple d’Achmad Djajadiningrat (en). Dans ses mémoires, celui-ci rapporte une pécadille de son enfance : avec des camarades néerlandais, il tente une nuit d’explorer un pensionnat pour filles. Arrêté par la police, il est le seul du groupe à être envoyé devant la juridiction pour autochtones, à cause de son apparence javanaise. Pourtant, selon les règles en vigueur, Djajadiningrat bénéficiait d’une exception et relevait de la juridiction pour Européens. Il témoigne avoir ressenti beaucoup de honte d’avoir été traité différemment des autres. Cette anecdote montre la complexité des assignations identitaires dans le système judiciaire-policier.

### Landraad
D’une part, les tribunaux appelés Raad van Justitie sont les seuls à avoir le droit de juger les Européens et coexistent avec le landraad, également composé de juges néerlandais, revendiquant la compétence de la population locale, avec des appels en justice néerlandais. Les cas sont tranchés avec l'aide de conseillers locaux et des compilations de l'adat local, du droit islamique ou du droit coutumier chinois ont été commandées par des administrateurs (à partir du milieu du XVIIIe siècle). À Batavia et aux alentours, tous les résidents sont sous la juridiction du même tribunal jusqu'en 1824.
À partir de 1869, les landraad sont présidés par un juge professionnel néerlandais.

À Pati vers 1865.
À Java vers 1890.
À Java vers 1900.
À Pati vers 1905.
À Madiun vers 1920.

Il existe de nombreuses photos des landraad, prises à diverses occasions. Parfois, ce sont les dignitaires autochtones qui demandent une photo, parfois ce sont les juges néerlandais. Elles montrent des aspects du décorum de ces juridictions, dans lesquelles les fonctionnaires coloniaux siègent au milieu, entourés des fonctionnaires autochtones, et avec les justiciables assis par terre.

## Administration coloniale de la jurisprudence islamique et autochtone
L'administration néerlandaise consacre de grands et complexes efforts pour gérer la justice au sein des populations autochtones au nom de leurs propres normes. Les savants utilisent d'abord la théorie de la receptio in complexu développée par Cornelis van Vollenhoven (en), selon laquelle la jurisprudence islamique est acceptée au sein des différentes coutumes et peut dont être appliquée au nom de l'adat. par la suite, Christiaan Snouck Hurgronje invente la théorie de la receptio (tout court), selon laquelle la jurisprudence islamique ne doit être appliquée que si elle est acceptée par le droit adat. Les Néerlandais divisent les Indes en dix-neuf zones avec des adat différents.

## Recherche et enseignement
Entre 1915 et 1947, le Indisch Tijdschrift van het Recht est le principal journal de doctrine juridique sur le droit colonial dans les Indes orientales néerlandaises.

## Postérité
Dans les Établissements des détroits, l'impact du droit colonial néerlandais est supplanté par les réformes des Britanniques. Par contre, le droit colonial est profondément continué par l’État indonésien après l’indépendance. De nombreux textes réglementaires de l'époque coloniale sont toujours appliqués. La juridiction religieuse par exemple est un héritage du système juridique de cette époque, et les décisions des administrateurs néerlandais se répercutent encore aujourd'hui dans la jurisprudence islamique des tribunaux indonésiens sur les questions économiques.